# Zsitvay János
Zsitvay János (Győr, 1870. január 2. – Selmecbánya, 1918. október 15.) rajztanár, festő.

## Élete
Képzőművészeti tanulmányait Budapest végezte. 1895 és 1918 között a selmecbányai királyi katolikus főgimnáziumban tanított. Művei főként tájképek és portrék. Drevenyák Xavér Ferenc és Joseph Russegger kamaragrófokról készült festményei a Selmeci Bányamúzeumban vannak kiállítva. Restaurálta a Coburgok szentantali családi képtárában található festményeit is. Számos rajzot készített Andrej Kmeť (Kmety András) botanikus, katolikus pap számára régészeti és természettani gyűjteményének alapján.

## Művei
- Néhány szó a középiskolai rajzoktatás új tantervéhez. Selmeczbánya, 1898.
- Minták a szabadkézi rajzoláshoz. Selmeczbánya, 1899.
- A szín. Kézikönyv a színharmóniához. Selmeczbánya, 1903.